# Бигс Џанкшон (Орегон)
Бигс Џанкшон (енгл. Biggs Junction) насељено је место без административног статуса у америчкој савезној држави Орегон.

## Демографија
По попису из 2010. године број становника је 22, што је 28 (-56,0%) становника мање него 2000. године.
| Група             | 2000.      | 2010.      |
| Белци             | 34 (68,0%) | 9 (40,9%)  |
| Афроамериканци    | 0 (0,0%)   | 2 (9,1%)   |
| Азијати           | 3 (6,0%)   | 0 (0,0%)   |
| Хиспаноамериканци | 13 (26,0%) | 11 (50,0%) |
| Укупно            | 50         | 22         |